# Назаровці
Наза́ровці (рос. Назаровцы) — присілок у складі Нагорського району Кіровської області, Росія. Входить до складу Мулінського сільського поселення.
Населення становить 88 осіб (2010, 113 у 2002).
Національний склад станом на 2002 рік — росіяни 100 %.